# الدوري السلوفيني لكرة القدم 1965–66
الدوري السلوفيني لكرة القدم 1965–66 هو موسم من الدوري السلوفيني لكرة القدم ‏. فاز فيه NK Aluminij ‏.